# Берзиньш, Август Августович
Август Августович Берзиньш (латыш. Augusts Bērziņš; 23 июня 1904 года, Венден, Лифляндская губерния — 16 июня 1980 года, Вентспилс, Латвийская ССР) — председатель рыболовецкого колхоза «Саркана бака», гор. Вентспилс Латвийской ССР. Герой Социалистического Труда (1965).

## Биография
Родился в 1904 году в рабочей семье в городе Венден (сегодня — Цесис) Лифляндской губернии. С 12-летнего возраста трудился пастухом, грузчиком в портах Виндавы и Риги, кочегаром на судах. Участвовал в революционном движении. После вхождения Латвии в состав СССР — милиционер в Вентспилсе. После начала Великой Отечественной войны ушёл добровольцем на фронт. Воевал в составе 94-го гвардейского артиллерийского полка 43-й гвардейской Латышской стрелковой дивизии. В 1942 году вступил в ВКП(б).
После демобилизации в 1946 году в звании гвардии ефрейтора возвратился на родину. До 1948 года — на партийной работе, председатель рыболовецкого общества. В 1948 году избран председателем рыболовецкого колхоза «Саркана бака». Вывел колхоз в число передовых предприятий Латвийской ССР. Под его руководством колхоз добился значительных успехов в экономическом и социальном развитии. Указом Президиума Верховного Совета СССР от 1 октября 1965 года удостоен звания Героя Социалистического Труда «за выдающиеся заслуги, достигнутые в развитии промышленности, сельского хозяйства и науки Латвийской ССР» с вручением ордена Ленина и золотой медали Серп и Молот.
Избирался депутатом Вентспилского городского Совета народных депутатов, членом Вентспилского городского комитета Компартии Латвии.
Руководил колхозом до выхода на пенсию в 1972 году. Проживал в Вентспилсе. Умер в июне 1980 года.
Награды и звания
- Герой Социалистического Труда
- Орден Ленина
- Орден Красной Звезды (07.10.1944)
- Орден «Знак Почёта» — дважды (20.07.1950; 06.04.1961)
- Медаль «За оборону Москвы» (01.05.1944)
- Медаль «За победу над Германией в Великой Отечественной войне 1941—1945 гг.» (09.05.1945)
- Заслуженный рыбак Латвийской ССР (18.09.1971)